# Абдулкерім Надір-паша
Абдулкерім Надір-паша (тур. Abdülkerim Nadir Paşa) — турецький військовик, маршал (з 1876 року).

## Біографія
Абдулкерім Надір-паша народився у 1807 році в місті Чирпан у Центральній Болгарії. Після закінчення військової академії в Стамбулі брав участь в російсько-турецькій війні (1828—1829).
Протягом 1836—1841 років продовжував військову освіту у Відні.
Під час Кримської війни Абдулкерім Надір-паша командував Анатолійською армією. 19 листопада 1853 року зазнав поразки у Башкадикларській битві, за що був відданий під суд, але згодом виправданий та призначений губернатором Салонік.
У 1862 році брав участь у придушенні повстання у Чорногорії.
У 1876 році Абдулкерім Надір-паша був призначений військовим міністром та одночасно головнокомандувачем турецького війська, яке діяло проти боснійських та герцеговинських повстанців, а також проти Сербії.
З початком російсько-турецької війни (1877—1878) командував турецькою армією на Балканському ТВД. Не зумів перешкодити переправі російських військ через Дунай, за що був усунутий від командування та засланий на о. Родос, де помер у 1883 році (за іншими даними, у лютому 1885 року).